# McSmurf
De McSmurf is een Smurf die voorkomt in de films De Smurfen uit 2011 en De Smurfen 2 uit 2013 en in de kortfilm The Smurfs: The Legend of Smurfy Hollow uit 2013.
McSmurf is bijzonder dapper en heldhaftig. Hij is zeer sterk en lost alle problemen met gemak op. Hij praat met een Schots accent en draagt ook traditionele Schotse kleding: een sporran, tawse en kilt. In de film wordt zijn Nederlandse stem verzorgd door Frans Limburg, de Vlaamse door Nigel Williams.